# Manhattan Beach, Minnesota
Manhattan Beach là một thành phố thuộc quận Crow Wing, tiểu bang Minnesota, Hoa Kỳ. Năm 2010, dân số của thành phố này là 57 người.

## Dân số
- Dân số năm 2000: 50 người.
- Dân số năm 2010: 57 người.